# گورنگه
گورِنگِه (به انگلیسی: Gurenge) (یک واژه ژاپنی به معنی نیلوفر قرمز) یک ترانه از خواننده پاپ ژاپنی لیسا از پنجمین آلبوم استودیویی وی به نام Leo-Nine است. این ترانه به عنوان پانزدهمین تک‌آهنگ لیسا به صورت دیجیتالی در ۲۲ آوریل ۲۰۱۹ منتشر شد و در ۳ ژوئیه ۲۰۱۹ یک نسخه فیزیکی نیز دریافت کرد. در آمارهای اوریکون به رتبه ۳ و در بیلبورد هات ۱۰۰ ژاپن رتبه ۲ رسید. این ترانه به عنوان آهنگ ورودی انیمه شیطان کش: کیمتسو نو یائیبا استفاده شد. اجرای نسخه بی کلام این آهنگ در اختتامیه المپیک تابستانی ۲۰۲۰ توکیو به نمایش درآمد.